# Rhythm and Stealth
 Rhythm and Stealth  — другий студійний альбом електронного музичного проекту Leftfield, який був виданий у вересні 1999 року. 

## Трек-лист
1. "Dusted" (за участі Roots Manuva) – 4:41
2. "Phat Planet" – 5:24
3. "Chant Of A Poor Man" (за участі Cheshire Cat) – 5:54
4. "Double Flash" – 4:11
5. "El Cid" – 6:02
6. "Afrika Shox" (за участі Afrika Bambaataa) – 5:37
7. "Dub Gussett" – 4:51
8. "Swords" (за участі Nicole Willis) – 5:07
9. "6/8 War" – 4:13
10. "Rino's Prayer" (за участі Rino Della Volpe) – 6:44

## Над альбомом працювали
- Оформлення - Blue Source
- Інженер - Adam Wren
- Мастеринг - Paul Solomons
- Фото - Toby McFarlan Pond
- Техніки - Aidy Stockwell, Jono Gallagher, Nick Baxter
- Музика - Barnes, Daley